# Waage Sandø
Waage Sandø Pedersen (* 8. Mai 1943 in Kopenhagen) ist ein dänischer Schauspieler, Regisseur und Theaterleiter.

## Leben und Wirken
Waage Sandø wuchs als Einzelkind im Kopenhagener Stadtteil Vesterbro auf.
Sandø wirkte bereits ab seinem 15. Lebensjahr in zwei Filmen der Vater-hoch-vier-Reihe an der Seite von Karl Stegger mit. Nach seinem Schulabschluss absolvierte er von 1962 bis 1966 seine Schauspielausbildung an der Staatlichen Theaterhochschule in Kopenhagen. Sein Bühnendebüt hatte er im Jahr 1967 am Aarhus Teater, wo er anschließend bis zum Jahr 1975 als festes Ensemblemitglied engagiert war. Als Bühnendarsteller wirkte er in zahlreichen Theaterstücken an verschiedenen Theaterhäusern in ganz Dänemark mit. Von 1977 bis 1985 war er der Leiter des Odense Teater und von 2007 bis 2010 leitete er das Folketeatret.
Sandø wirkte als Schauspieler vor der Kamera in bislang mehr als 60 dänischen Filmen und in Fernsehproduktionen mit. Während er zu Beginn seiner Karriere noch oftmals in einer Nebenrolle besetzt wurde, konnte er sich später auch als Charakterdarsteller in Hauptrollen beweisen. Im Jahr 1993 wurde er mit dem Bodil als Bester Nebendarsteller ausgezeichnet. Im Laufe seiner Karriere arbeitete Sandø unter anderem auch mit Mads Mikkelsen, Helle Hertz, Morten Grunwald, Birthe Neumann, Ole Thestrup oder Dick Kaysø zusammen. Sandø führte bei mehreren Spielfilmen die Regie und ist als Drehbuchautor für Fernsehserien tätig. Er fungierte mehrmals in dänischer Sprache als Synchronsprecher für Animationsfilme und Zeichentrickfilme.
Sandø ist seit 1981 mit der Schauspielerin Pia Jondal (* 1954) verheiratet, mit der er zwei Töchter hat. Aus einer früheren Beziehung hat er eine weitere Tochter. Er lebt mit seiner Familie in Kopenhagen.

## Deutsche Synchronstimmen
In der deutschen Synchronfassung hat Waage Sandø bislang keinen Standardsprecher und wurde unter anderem von Roland Hemmo, Lutz Riedel, Eberhard Haar oder Thomas Rauscher gesprochen.

## Filmografie (Auswahl)
- 1958: Vater hoch vier – Die Wolfsjungen
- 1959: Vater hoch vier auf Bornholm
- 1967: Valsedromme
- 1969: Glassplitter
- 1972: Den Anden
- 1973: Gabriel
- 1978: Winterkinder
- 1979: Ludvigsbakke (Fernsehserie, 2 Folgen)
- 1986: Frygtens marked
- 1989: Valby – Das Geheimnis im Moor
- 1991: Superdame
- 1991: Der Feind im Inneren
- 1993: Schwarze Ernte
- 1994: Flemming & Berit
- 1994: Carlo und Ester
- 1995: Torben – Der Satansbraten
- 1995: Carmen & Babyface
- 1996: Mord im Spiel
- 1997: Taxa (Fernsehserie, 1 Folge)
- 1998: Deadline
- 2000–2004: Unit One – Die Spezialisten (Fernsehserie, 32 Folgen)
- 2004: Tid til forandring
- 2005: Lille kylling
- 2014: 1864 (Miniserie)
- 2016: Follow the Money (Fernsehserie, 15 Folgen)
- 2018: The Team (Fernsehserie, 5 Folgen)
- 2022: Godland